# Épiez-sur-Chiers
Épiez-sur-Chiers ist eine französische Gemeinde mit 196 Einwohnern (Stand: 1. Januar 2022) im Département Meurthe-et-Moselle in der Region Grand Est (bis 2015 Lothringen). Sie gehört zum Arrondissement Val-de-Briey und ist Mitglied im Gemeindeverband Communauté de communes Terre Lorraine du Longuyonnais.

## Geografie
Épiez-sur-Chiers liegt etwa 80 Kilometer nordwestlich von Metz an der belgischen Grenze und am Fluss Chiers, der die Gemeinde im Westen und Südwesten begrenzt. Nachbargemeinden von Épiez-sur-Chiers sind die belgische Gemeinde Rouvroy im Norden, Charency-Vezin im Osten und Süden sowie Velosnes im Westen.

## Bevölkerungsentwicklung
| Jahr                       | 1962 | 1968 | 1975 | 1982 | 1990 | 1999 | 2006 | 2019 |
| Einwohner                  | 196  | 185  | 172  | 188  | 188  | 212  | 205  | 194  |
| Quellen: Cassini und INSEE |      |      |      |      |      |      |      |      |

## Sehenswürdigkeiten
- Pfarrkirche Saint-Denis, 1733 wiedererrichtet
- Schloss Villelongue, 1613 wiedererrichtet
- Schloss Manteville aus dem 15. Jahrhundert, seit 1997 in Teilen als Monument historique eingeschrieben

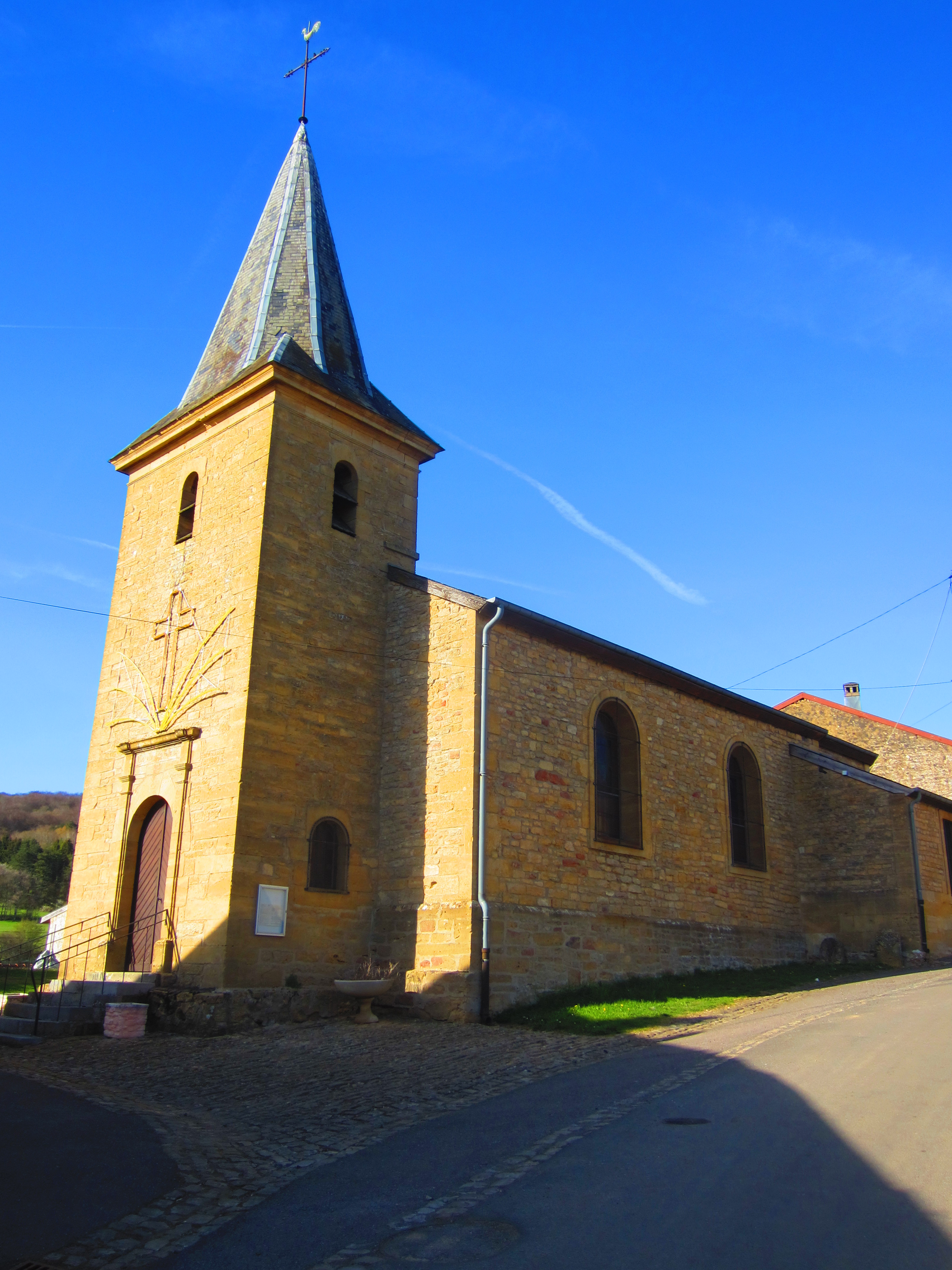
Pfarrkirche Saint-Denis
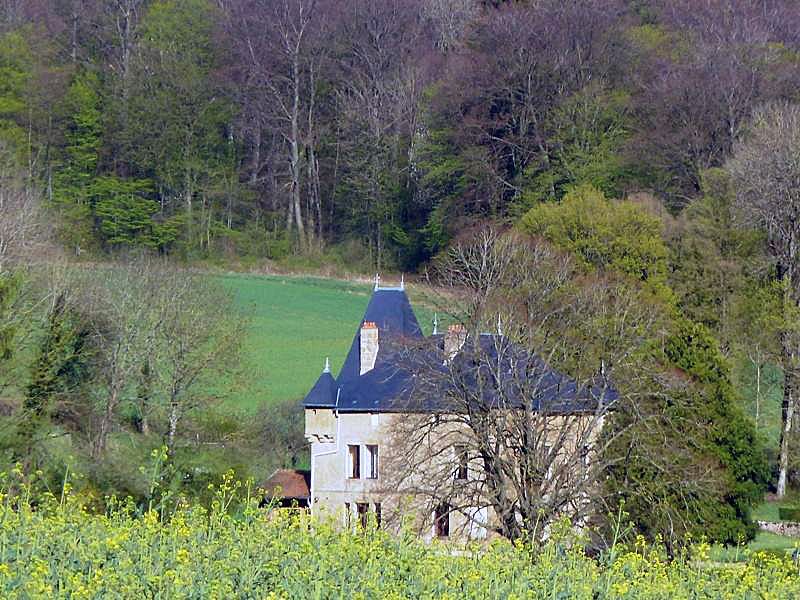
Schloss Manteville